# Estreito de Guimarás

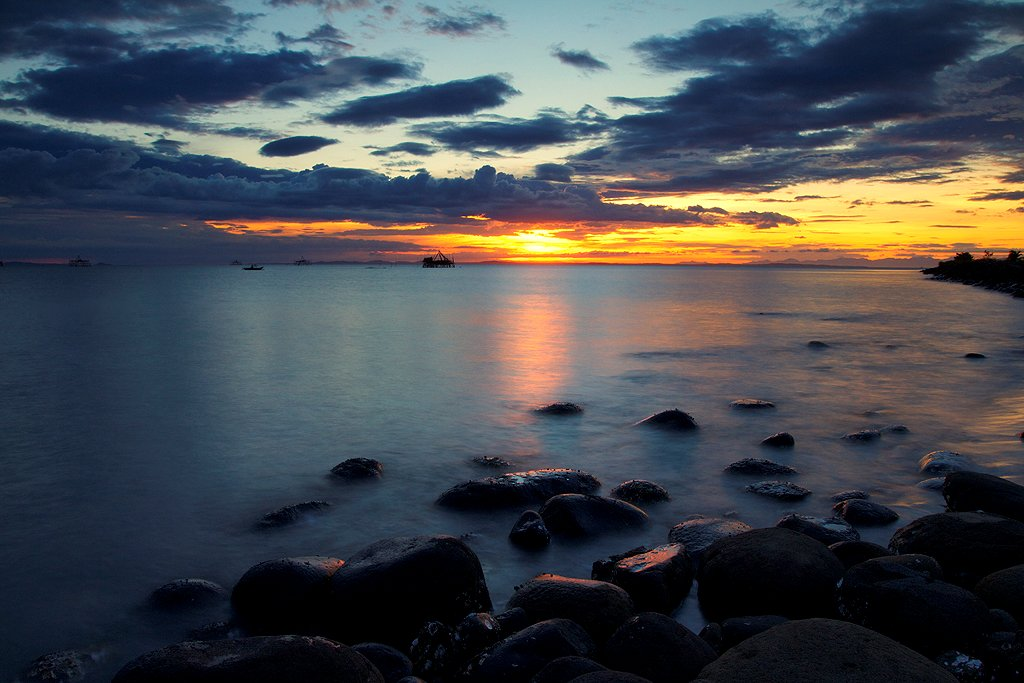
O estreito de Guimaras visto de Bacolod

O estreito de Guimarás é um estreito na região das Visayas Ocidentais, nas Filipinas, separando as ilhas de Panay e Guimarás (a norte e oeste) da ilha Negros (a sul e leste). O estreito tem 95 km de comprimento por 15 km de largura. Bacolod é o porto mais importante no estreito, que também dá acesso ao porto de Iloilo através do estreito de Iloilo.